# Antonín Kotík
Antonín Kotík (16. října 1840 Nová Paka – 6. února 1919 Nová Paka) byl český novinář, spisovatel, historik a překladatel.

## Životopis
Narodil se v Nové Pace. Gymnázium studoval v Praze, v Jičíně a v Krakově, kde působil jeho bratr. Na jičínském gymnáziu se seznámil s Antonínem Zemanem, pozdějším spisovatelem Antalem Staškem, který se stal jeho celoživotním přítelem. Ve studiu pokračoval na Filozofické fakultě Karlo-Ferdinandovy univerzity v Praze, kde zvolil obor klasická a slovanská filologie. Závěrečnou zkoušku z polštiny složil v roce 1864. V roce 1860 se stal domácím učitelem v rodině právníka a vlastence Rudolfa, knížete z Thurn-Taxisu, jehož prostřednictvím se seznámil s významnými osobnostmi českého národního života. Novinářskou dráhu začal již za studií, psal do časopisů Boleslavan, Pozor, Svoboda a též do Národních listů, kde se v roce 1862 stal členem redakce – zabýval se slovanskou a zahraniční politikou (psal zejména o polském povstání roku 1863). V letech 1865–1866 působil jako suplent na Městské dívčí škole v Praze, kde vyučoval češtinu a dějepis.
V roce 1866 Kotík redakci Národních listů opustil, protože nepatřil k zastáncům protiprusky motivovaného česko-rakouského vlastenectví. Zatímco většina českých představitelů chtěla využít situace po prohrané prusko-rakouské válce k prosazení českých státoprávních požadavků ve Vídni, skupina kolem knížete Thurn-Taxise, k níž patřil kromě Kotíka i tehdy v emigraci žijící J.V. Frič, usilovala o českou samostatnost, kterou měli vítězní Prusové podpořit. Kotík tehdy, pravděpodobně po dohodě v rámci této skupiny, sepsal protirakouský pamflet Pláč koruny české. Anonymní spisek byl vytištěn v Berlíně; k českým čtenářům se dostal až v době, kdy již byl mezi Pruskem a Rakouskem uzavřen mír, přesto však měl velký ohlas. Policie po autorovi usilovně pátrala, avšak marně. Možná spíše z obav z vypátrání, než jen ze zdravotních důvodů, se Kotík vrátil do Nové Paky.
V Nové Pace pracoval Kotík nejprve jako důchodní a potom čtyřicet let jako okresní tajemník. Na odpočinek odešel v roce 1907, za svou činnost byl vyznamenán zlatým záslužným křížem. Podporoval vznik českých škol (např. v Bělé u Pecky, Radkyni a Štikově), z jeho podnětu byl založen pivovar, nemocnice, sirotčinec a úrazová pojišťovna. I na tomto působišti stál v centru vlasteneckých aktivit, byl členem několika národních spolků. Byl hlavním organizátorem zakázaného táboru lidu na vrchu Levíně v roce 1868 (dostal se za to i před soud, kde se úspěšně hájil a nakonec byl odsouzen k pokutě 60 zlatých). V roce 1869 organizoval oslavy místního rodáka F. F. Procházky. Kromě toho psal do Národního pokroku a Samosprávního obzoru, věnoval se spisovatelské činnosti a překládal z polštiny a ruštiny (F. M. Dostojevskij, I. S. Turgeněv, Historie literatur slovanských od Pypina-Pasoviče). V rukopise zůstala jeho největší práce Obraz minulosti Nové Paky.

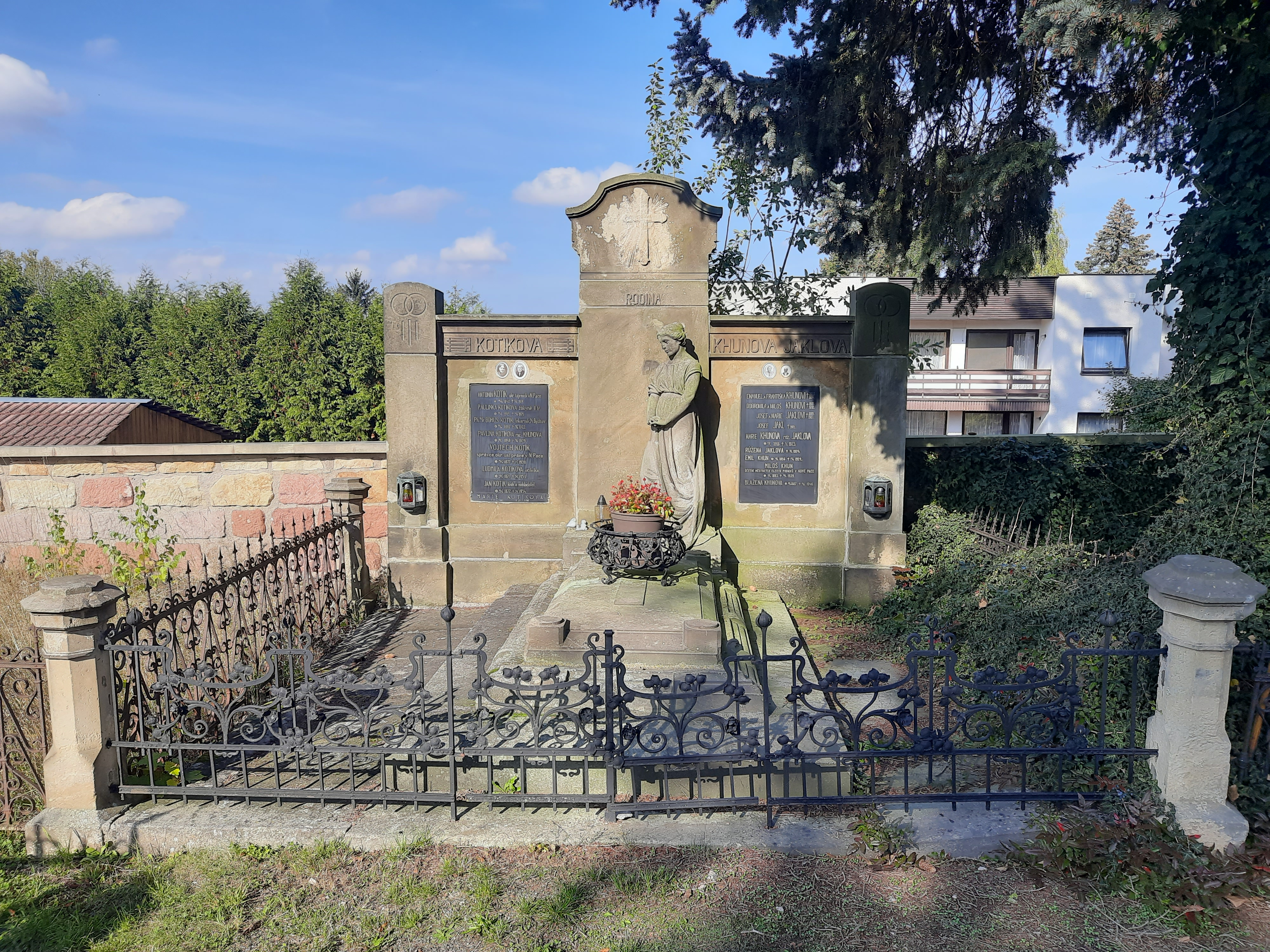
Hrobka rodiny Kotíkovy na hřbitově v Nové Pace

Krátce po vzniku samostatného Československa se Kotík rozhodl znovu vydat Pláč Koruny české. Brožurka, vydaná počátkem roku 1919, obsahuje kromě původního pamfletu autorovy vzpomínky a úvahy o roce 1866. Teprve zde se k autorství pamfletu veřejně přiznává. (Do té doby o tom vědělo jen málo lidí, např. Antal Stašek, který to zmiňuje ve svých Vzpomínkách). První výtisky dostal 5. února 1919, ale příbuzné a přátele obdarovat knihou s věnováním a podpisem již nestihl – následujícího dne náhle zemřel ve věku nedožitých 79 let. Pohřben byl v rodinné hrobce v Nové Pace.

## Dílo
- Pláč koruny české. 1866 (reedice z r. 1919 obsahuje výklad politického pozadí vzniku)
- Naše příjmení. 1894
- Kněze Vojtěcha Dembołęckého z řádu Františkánů Paměti o výpravách Lisovčíků proti odbojným Čechům a jejich spojencům v letech 1619–1622. 1908
- Řeč lidu na Novopacku a Hořicku. 1912

## Pláč Koruny české
Pláč Koruny české byl odvážný protirakouský pamflet, který se snažil vyburcovat českou společnost k podpoře myšlenky české samostatnosti. Brožurka líčí, co špatného Habsburkové českým zemím přinesli, obviňuje vídeňský dvůr z rozpoutání prusko-rakouské války a vyzývá Čechy, aby místo podpory Rakouska využili nastalé situace a usilovali o samostatný stát. Anonymní pamflet je podepsán přezdívkou "Staročech".
Ve skupině kolem knížete Thurn-Taxise měl důležité slovo J.V. Frič, který žil v době vypuknutí prusko-rakouské války v emigraci a dokonce usiloval o vytvoření české jednotky v Itálii, která by bojovala proti Rakousku. Frič byl autorem textu, který Prusové po obsazení Prahy adresovali „staroslavnému Království českému“ a který podporu "českomoravské" samostatnosti sliboval (sepsal ho z pověření pruského kancléře Bismarcka). Frič se tajně vrátil do Čech a na schůzce skupiny v Nemyslovicích bylo rozhodnuto podpořit tyto akce vydáním brožurky, která by se rozšiřovala v českých městech. Sepsal ji Kotík, který již něco podobného připravoval. Hotový rukopis předložil knížeti Thurn-Taxisovi ke schválení, získal od něho peníze na vytištění a odjel do Berlína, kde s Fričem zařídili vytištění brožurky (v nákladu 7000 výtisků). Distribuce se ujal Kotíkův přítel Jan Matouš Černý; ten byl posléze zatčen a strávil několik týdnů ve vyšetřovací vazbě, nic však neprozradil a na autora brožurky, která vzbudila velký rozruch, policie nepřišla.
Své přiznání k autorství, osobní vzpomínky na události související se vznikem pamfletu a své tehdejší názory na politickou situaci roku 1866 sepsal Kotík v roce 1908 - publikoval je až v roce 1919, spolu s textem pamfletu a dalším dokumentem, provoláním "Obyvatelům staroslavného Království českého".
Okolnosti vzniku pamfletu jsou beletristicky zpracované v historickém románu o J.V. Fričovi Nesklopím očí svých od Jana Žáčka.